# Castelo de If

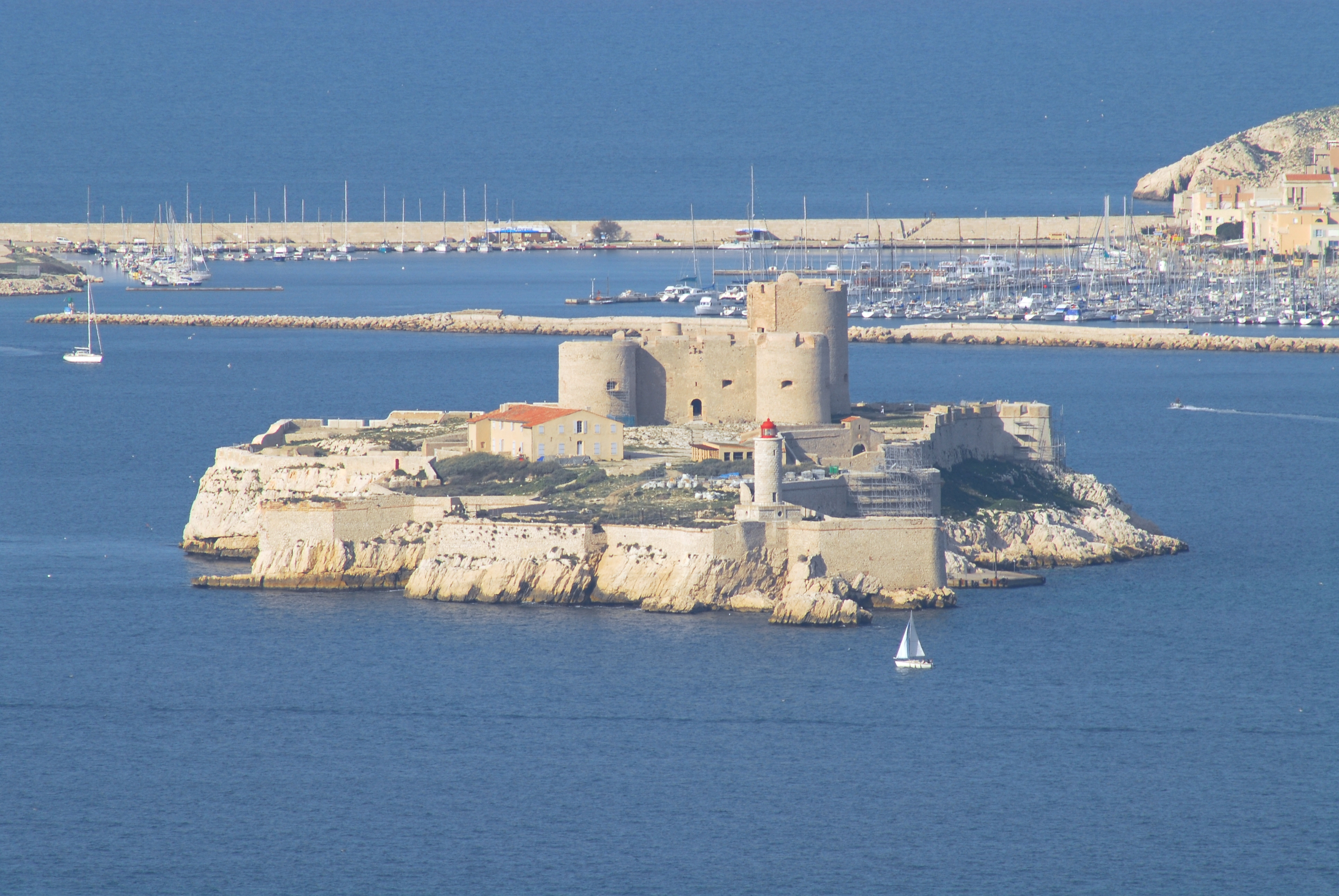
Castelo de If, França.

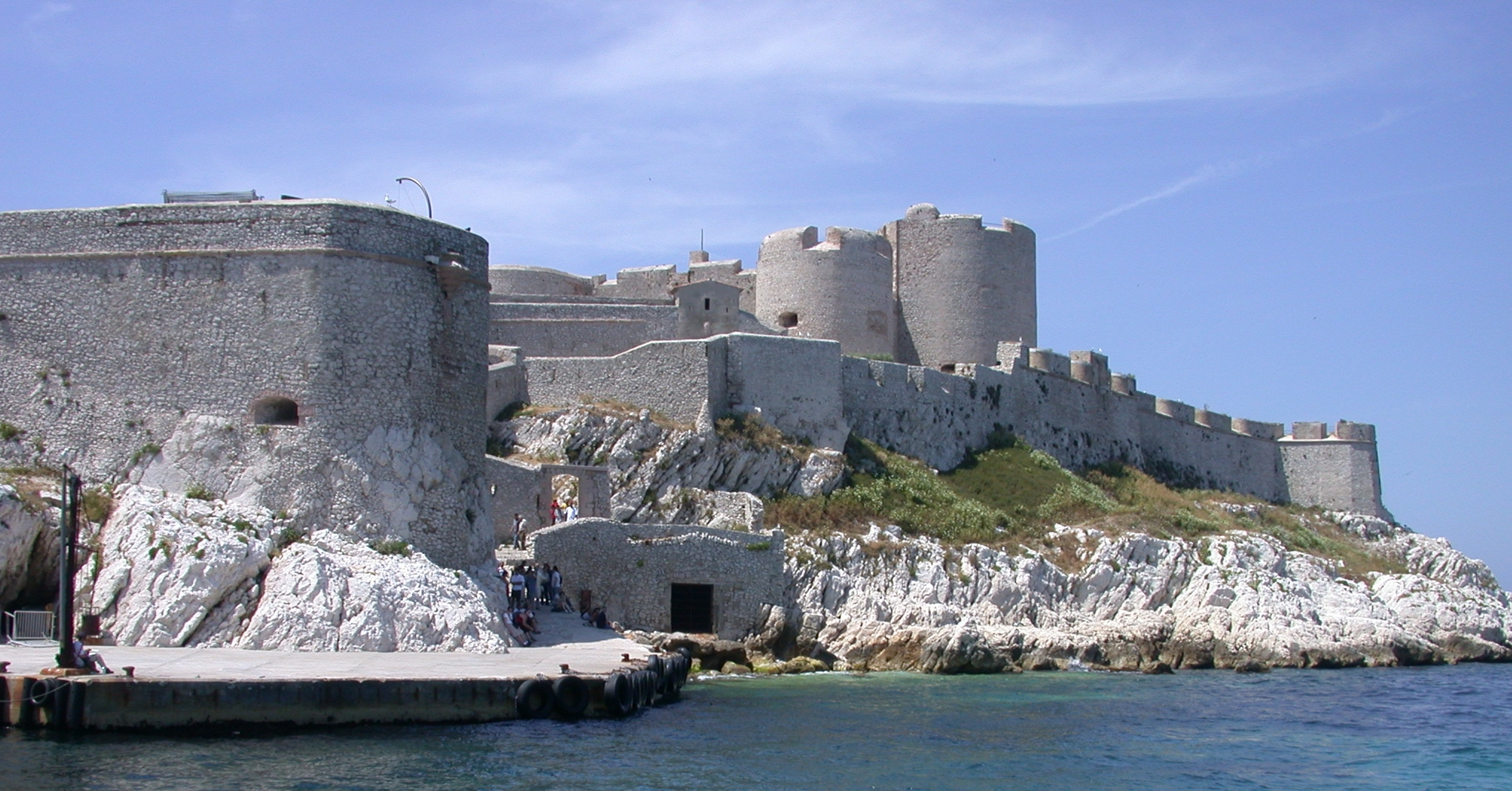
Castelo de If, França: vista das muralhas a partir do ferryboat.

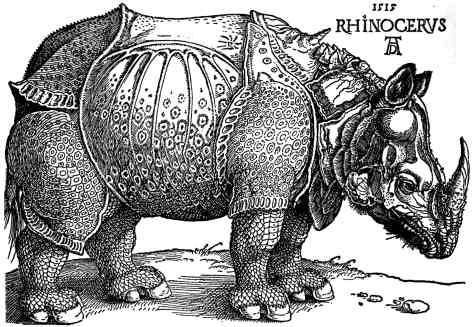
O rinoceronte (Dürer, 1515)

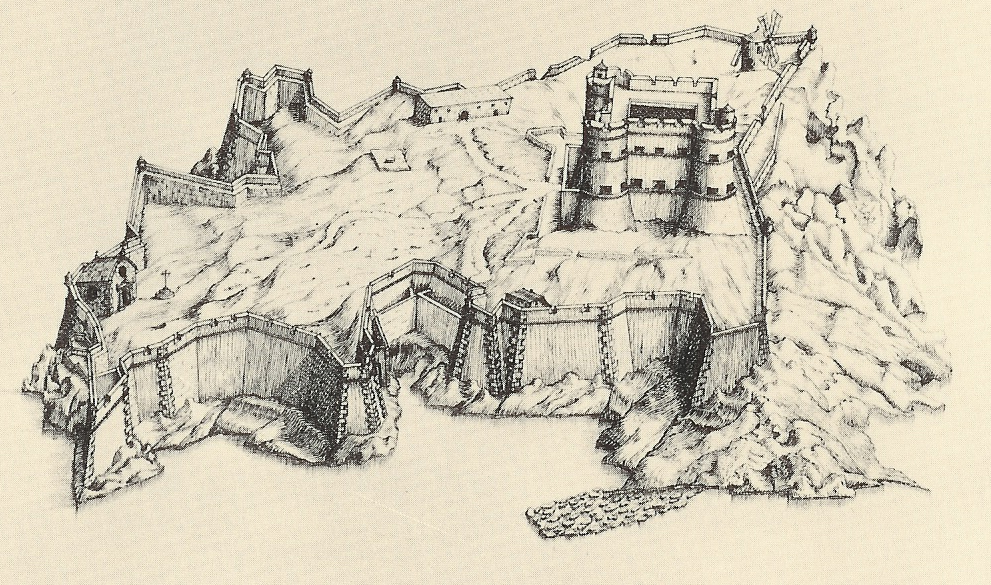
Castelo de If, França (gravura de 1641).

O Castelo de If localiza-se na ilha de If, integrante do Arquipélago do Frioul, na baía de Marselha, no Sul da França.

## História

### Antecedentes
Em Janeiro de 1516, esta ilha mediterrânica passou a ser habitada por um rinoceronte, oferecido pelo rei de Portugal, D. Manuel I (1495-1521) ao Papa Leão X. Tendo a embarcação em que era transportado naufragado naquela costa, o animal exótico foi para aqui enviado. À época, o gravador e pintor alemão Albrecht Dürer, que nunca tinha visto um animal daquela espécie, viu-o e desenhou-o.

### A fortaleza moderna
Vindo a cidade de Marselha a ser sitiada pelas forças espanholas do Condestável de Bourbon, o rei Francisco I de França ordenou a construção de um forte a fim de melhor proteger a cidade de um ataque marítimo. Essa determinação foi cumprida com a construção do chamado Château d'If, entre 1527 e 1529.
Alguns autores questionam a motivação para a construção do forte, argumentando que o soberano desejava apenas vigiar a cidade de Marselha, recém unida à França à época (há apenas 35 anos), sob o pretexto das ameaças dos Bourbons espanhóis. Em favor deste argumento alinham o fato de que o alcance da artilharia do forte não era suficiente para atingir os sitiantes, e que o desenho de sua planta era incapaz de oferecer resistência efetiva a um ataque.
De qualquer modo, os habitantes da cidade foram hostis à construção do forte, que empregou em sua construção a pedra retirada de antigas igrejas e conventos em ruínas na região, além de pedra de uma pedreira local onde ainda se podem ver as marcas das ferramentas utilizadas para extraí-la.

### Do século XVII aos nossos dias
Transformada em prisão do Estado a partir do século XVII, foi desativada dois séculos mais tarde. Até 1950 um guarda do farol e a sua família ainda viviam na ilha. Em nossos dias o forte é uma das atrações turísticas de Marselha.

## Curiosidades

### Os prisioneiros de If
Apesar de já em 1521 a ilha abrigar um prisioneiro, o Cavaleiro Anselmo, foi necessário esperar pelo século XVII para que fosse transformada em prisão de Estado.
Os muros do forte estão, de há muito, cheios dos grafitos dos antigos prisioneiros.
Entre os mais célebres, lendários ou míticos, destacam-se os nomes de:
- o Homem da Máscara de Ferro: o seu encerramento na prisão desta ilha não é mais do que uma lenda.
- Jean-Baptiste Chataud: portador da Peste.
- o Marquês de Sade: nunca esteve na prisão desta ilha, mas sim em Marselha.
- o General Jean-Baptiste Kléber: aqui encarcerado sob as ordens de Napoleão.
- Conde de Mirabeau: aqui esteve detido por um ano, tendo aqui escrito o seu ensaio sobre o despotismo.
- os personagens Edmond Dantès e Abade Faria, de O Conde de Monte-Cristo, de Alexandre Dumas

### O esqueleto de baleia
Em 1870, uma baleia de 13 metros foi capturada ao largo da ilha. Ela foi logo em seguida transportada para o Palácio Longchamp onde o seu esqueleto ficou exposto até o fim do século XX.